# PrestaShop

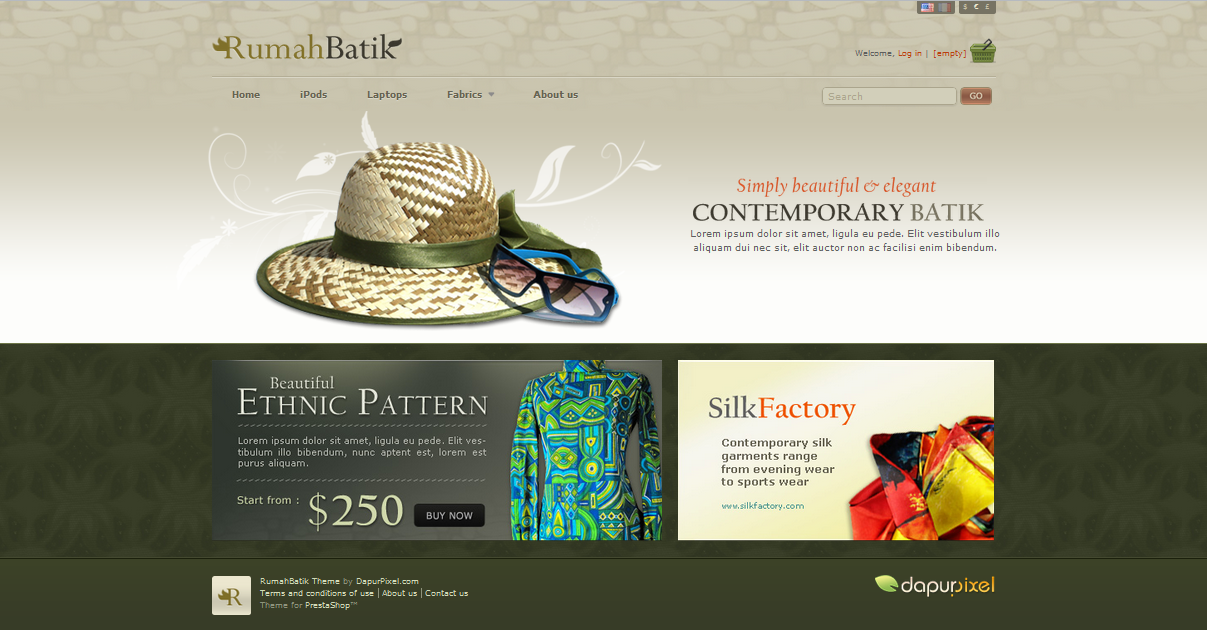
Безкоштовний шаблон індонезійської студії Dapur Pixel

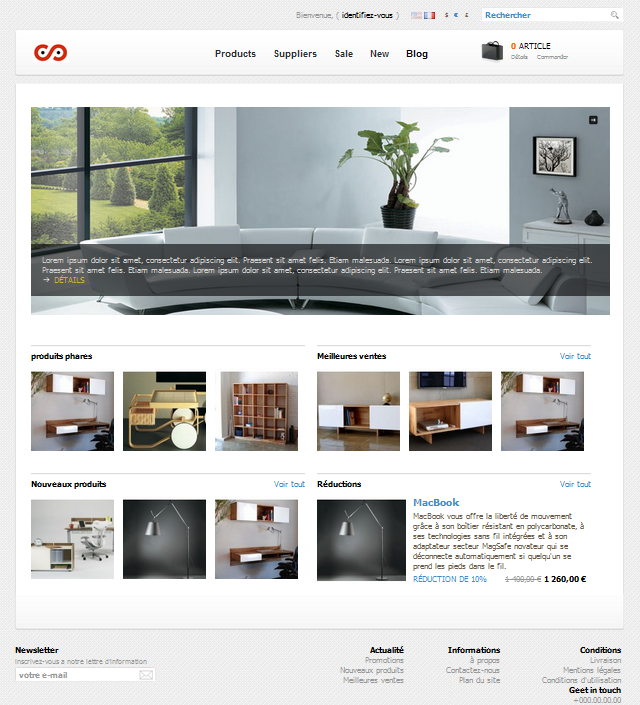
Безкоштовний шаблон, автор — Кямалом Кялкуль

PrestaShop — система керування вмістом (CMS) для інтернет-магазинів з відкритим кодом. Система написана на PHP, для написання шаблонів використовується Smarty, для створення баз даних використовується MySQL. Система призначена для малого та середнього бізнесу і має понад 310 стандартних функцій для швидкого створення функціонального магазину. У 2010 і 2011 роках PrestaShop була визнана найкращою системою керування вмістом для інтернет-магазинів, завоювавши нагороду Best Open-source Business Application.
Офіційно компанія-розробник була створена в серпні 2007 року Ігорем Шлюмбергером і Бруно Левеком. Згодом, у 2011 році, був створений додатковий офіс в Маямі.
PrestaShop перекладена майже на 60 мов, у тому числі й на українську, і використовується у 140 000 магазинів по всьому світу.
Важливу роль у розвитку компанії відіграє спільнота PrestaShop (PrestaShop Community), яка на цей час нараховує понад 500 000  осіб.
На кінець 2011 року у PrestaShop близько 100 членів команди, що складається з розробників, дизайнерів та ІТ-спеціалістів, які спеціалізуються на електронній комерції. Штаб-квартири знаходяться в Парижі і Маямі.
2012 рік
- Оголошено вихід Beta-версії 1.5;
- Помітне зростання інтересу до CMS Prestashop з боку малого і середнього бізнесу;
- На 2012 рік сервісом PrestaBox підтримується понад 100 000 інтернет-магазинів;
- Кількість завантажень CMS в добу перевищує 1 500, а загальне число за всю історію перевищило 4 200 000 завантажень з офіційного сайту;
- Здійснюється платна і безплатна підтримка;
- Діє площадка[3], інтегрована також в адміністраторську частину магазину;
- Офіційний форум Prestashop, є авторитетним майданчиком для обміну інформацією та підтримки користувачів. На офіційному сайті є також: галерея, блог, навчальний ресурс і багато іншого[4].

PrestaShop іноді порівнюють з Magento і OpenCart. Поступаючись першій насамперед розміром спільноти і кількістю готових рішень, виграє у неї ж внаслідок легкості та швидкості роботи. OpenCart, як і PrestaShop легка в освоєнні, швидка і стає популярнішою з кожним роком.

## Мінімальні системні вимоги
- Вебсервер (Apache Web Server версії 1.3 або більш пізньої, IIS версії 6 або більш пізньої)
- PHP 5.1 або новішої версії[5]
- MySQL 5 або більш пізньої версії[6]
- Операційна система Linux, Unix або Windows

## Функціональність

### Каталог
- Можливість використання водяних знаків на фотографії [недоступне посилання з серпня 2019]
- Відгуки та оцінки товарів клієнтами
- Зображення ціни з податками або без них
- Зображення кількості товарів на складі
- Сортування товарів за різними параметрами (релевантність, ціна)
- Показ знижок у процентах
- Зображення виробників і брендів
- Опція «надіслати другу»

### Оплата
- Оплата банківським переказом
- Оплата чеком
- Оплата готівкою при доставці
- Google Checkout
- PayPal
- Moneybookers
- HiPay

### Доставка товару
- Email-повідомлення про доставку товару
- Відстеження посилки (трекінг доставки товару)

### Статистика
- Статистика відвідувачів
- Статистика замовлень і продажів
- Статистика обладнання користувачів
- Статистика переходів по категоріях
- Облік товарів
- Статистика найкращих клієнтів
- Заходи з інших сайтів
- Статистика за ключовими словами
- Найкращі продукти
- Найкращі категорії
- Найкращі постачальники
- Статистика розсилки
- Статистика по доставці
- Geo-локалізація
- Статистика заходження за ключовими словами
- Повна інтеграція з Google Analytics
- Візуалізація GD
- Візуалізація  Flash (XML, SWF — графіки)
- Візуалізація Silverlight
- Візуалізація Google — графіки

### Переклади
- При установці доступні для вибору 8 мов: англійська, французька, іспанська, німецька, італійська, португальська, голландська та російська
- Завантаження додаткових мовних пакетів через адміністративний офіс
- Вбудований перекладач

### Локалізація
- Автоматичний перерахунок всіх цін у будь-яку валюту
- Синхронізація валют з чинним курсом
- Перерахунок податків за ставками країни (регіону) покупця

### SEO
- SEO-оптимізація за мета-тегами (мета-опис, ключові слова …)
- Google Maps

### Безпека
- Безпечний вхід в кабінет адміністратора (логін і пароль)
- Підтримка SSL- протоколу
- Паролі шифрування в базі даних
- Cookies-шифрування
- Блокування при неодноразових спробах відновлення пароля

### Управління
- Текстовий редактор WYSIWYG
- Можливість додавання додаткових модулів
- Резервне копіювання бази даних (часткове або повне)
- Автоматична генерація htaccess-файлів
- Автоматична генерація файлів robots.txt
- Відправлення електронної пошти через SMTP (підтримується SSL і TLS) або за допомогою функції PHP mail.
- Управління шрифтами в PDF-файлах
- Індексація товарів для оптимізації пошуку
- Управління запасами
- СМС (інвентаризація, новий порядок …)
- Немає в наявності сповіщень електронною поштою

### Модулі магазину
- Ajax-кошик
- Хмара міток
- Ajax-пошук
- Alias-пошук
- Настроювані сторінки (текст, фото)
- Продукти сцени (презентація продукції)
- Поради по продуктах сторінок: дата придбання або додавання в корзину
- Модулі On-Off
- Товари, що рекомендуються на головній сторінці
- Можливість вставки оголошень
- Показати нові товари
- Можливість інтеграції з Google Adsense
- Закладка в один клік
- Вибір валюти
- Вибір мови
- Продукти RSS-канал
- Показати інші товари з тієї ж категорії
- Показати найкращих продавців
- Зображення продуктів категорії
- Зображення додаткового посилання
- Показати виробників
- Показати постачальників
- Блок «Мій рахунок»
- Дисплей-рахунки повного клієнта (інформація, замовлення, ковзає …)
- Підписка на розсилку новин — блок
- RSS-канал для підписки
- Підкреслення доступних платіжних засобів
- Третій блок RSS-канал
- Швидкий пошук

## Підтримувані мови
PrestaShop має на цей час 75 пакетів мовної підтримки: арабська, азербайджанська, болгарська, каталанська, китайська (спрощені ієрогліфи), китайська (традиційні ієрогліфи), чеська, данська, голландська, естонська, англійська, фінська, французька, галісійська, грузинська, німецька, грецька, іврит, угорська, індонезійська, фарсі, італійська, латиська, литовська, норвезька, польська, португальська, португальська (Бразилія), румунська,  'російська' , словацька, словенська, іспанська, іспанська (Аргентина), шведська, тайська, турецька, українська, в'єтнамська та инші (порядок слів відповідає їх місцю в англомовному списку).

## Партнери та інтеграції
PrestaShop має багато партнерів та інтеграцій, серед яких: Revolut, TikTok, Klarna, Firmao CRM, PayPal.